# Gäddtjärnen (Orsa socken, Dalarna, 682550-143582)
Gäddtjärnen är en sjö i Orsa kommun i Dalarna och ingår i Dalälvens huvudavrinningsområde. Sjön är 9,1 meter djup, har en yta på 0,0888 kvadratkilometer och är belägen 532,8 meter över havet. Vid provfiske har abborre och öring fångats i sjön.

## Delavrinningsområde
Gäddtjärnen ingår i det delavrinningsområde (682411-143561) som SMHI kallar för Ovan Myggsjöån. Medelhöjden är 521 meter över havet och ytan är 19,32 kvadratkilometer. Räknas de 11 avrinningsområdena uppströms in blir den ackumulerade arean 70,59 kvadratkilometer. Bäverån som avvattnar avrinningsområdet har biflödesordning 3, vilket innebär att vattnet flödar genom totalt 3 vattendrag innan det når havet efter 431 kilometer. Avrinningsområdet består mestadels av skog (87 procent) och sankmarker (10 procent). Avrinningsområdet har 0,09 kvadratkilometer vattenytor vilket ger det en sjöprocent på 0,5 procent.